# ایردلین
ایردلین (به لاتین: Airdlin) یک شهرک در آفریقای جنوبی است که در گائوتنگ واقع شده‌است.

## خصوصیات
ایردلین ۱٫۱۸ کیلومترمربع مساحت و ۲۷۸ نفر جمعیت دارد.